# Психопаты (фильм)
«Психопа́ты» (англ. Psychopaths) — американский фильм ужасов, режиссёра Мики Китинга, мировая премьера состоялась на кинофестивале «Трайбека» 20 апреля 2017 года, после чего «Samuel Goldwyn Films» приобрели права на фильм и назначили дату выхода на 1 декабря 2017 года. В ролях  Эшли Белл, Джеймс Хеберт, Анджела Тримбур.

## Сюжет
В тюрьме приговорён к казни известный серийный убийца Генри Старкуэзер. Он уверяет, что его жестокость неискоренима, и что после его смерти множество других психопатов вылезут наружу ради хаоса и насилия. Самое страшное в том, что он оказался прав, и ночь после казни маньяка переживут далеко не все.

## В ролях
| Актёр           | Роль                                                 |
| --------------- | ---------------------------------------------------- |
| Эшли Белл       | Элис (англ. Alice)                                   |
| Джеймс Хеберт   | Душитель (англ. The Strangler)                       |
| Анджела Тримбур | Блондиночка (англ. Blondie)                          |
| Марк Кассен     | Джордж (англ. George)                                |
| Ивана Шейн      | Бренда (англ. Brenda)                                |
| Ларри Фессенден | Генри Эрл Старкуэзер (англ. Henry Earl Starkweather) |

## Дата выхода
| Страна           | Дата                                                              |
| ---------------- | ----------------------------------------------------------------- |
| США              | 20 апреля 2017 года (Кинофестиваль «Трайбека»)                    |
| США              | 28 апреля 2017 года (Кинофестиваль «Overlook»)                    |
| Республика Корея | 15 июля 2017 года (Bucheon International Fantastic Film Festival) |
| США              | 1 декабря 2017 года                                               |
| США              | 2 января 2018 года (интернет)                                     |

#### Критика
- Nick Allen. Psychopaths Movie Review & Film Summary (2017) | Roger Ebert (англ.). www.rogerebert.com. Дата обращения: 17 июня 2018.
- Psychopaths (Review). AdamTheMovieGod (англ.). 1 февраля 2018. Дата обращения: 17 июня 2018.